# Topolino e il misterioso "S", flagello dei mari
Topolino e il misterioso "S", flagello dei mari (The Pirate Submarine) è una storia a fumetti a strisce giornaliere realizzata da Ted Osborne e da Floyd Gottfredson pubblicata sui quotidiani statunitensi nel 1935/1936.

## Storia editoriale
Venne pubblicato negli Stati Uniti d'America in forma di strisce giornaliere da lunedì a sabato su alcuni quotidiani, dal 30 settembre 1935 al 4 gennaio 1936.
In Italia è stata pubblicata nel 15° volume della collana Il Topolino d'oro edito dalla Arnoldo Mondadori Editore nel 1971.

## Trama
Topolino, mentre ascolta la radio che Clarabella gli ha regalato in Topolino e il tesoro di Clarabella, sente un messaggio di SOS, in codice morse, proveniente da una nave attaccata da un misterioso nemico. Chiede quindi spiegazioni all'amico Capitano Setter, chiedendogli spiegazioni sul messaggio di aiuto che ha ascoltato. Setter gli risponde che da qualche tempo un certo pirata chiamato S rapisce gli equipaggi delle navi e ciò sta diventando un vero problema per il governo. Gli chiede quindi di risolvere il problema.
Topolino coinvolge nell'avventura Musone, meccanico dell'aeroporto di Topolinia non certo amante del rischio. Alla fine Topolino, Musone e l'equipaggio vengono rapiti da S che alla fine si scopre essere un artiglio magnetico manovrato dal pirata Orango che rende inutilizzabili le armi che si attaccano alle pareti per mezzo del campo elettromagnetico dell'artiglio. Topolino scopre i piani di conquista del mondo di Orango e con l'aiuto di Musone lo sconfigge.